# Шарольт
Шарольт (около 950 — около 1008) — жена великого князя венгров Гезы.

## Биография
Шарольт была дочерью Дьюлы II из Трансильвании. Замужем за Гезой, сыном великого князя венгров Такшоня, который сменил своего отца ранее 972 года.
Шарольт оказывала сильное влияние на мужа, который позволял ей также влиять на его правление. Так, в труде «Sancti Adalberti Pragensis episcopi et martyris vita altera» Бруно Кверфуртский писал: «В те дни он [Святой Адальберт] послал [письмо] Великому Князю мадьяр или, скорее, его жене, которая держала всю страну в своей власти поистине мужскою рукой, и которая управляла всем, что принадлежало её мужу». Однако католические миссионеры смотрели с подозрением на Шарольт. По свидетельству того же Бруно Кверфуртского, «христианская вера стала распространяться под её началом, но искажённая вера перемешалась с язычеством, и это праздное, вялое христианство стало со временем хуже варварства». В хрониках Шарольт обвинялась в пьянстве и в совершении убийств.
После смерти её мужа в 997 году один из его дальних родственников Коппань заявил свои претензии на руководство над венграми против её сына Иштвана I. Он хотел жениться на Шарольт, ссылаясь на древнюю венгерскую традицию. Тем не менее, Коппань был разгромлен, а вскоре после этого сын Шарольт был коронован как первый король Венгрии.
Её имя тюркского происхождения (Šar-oldu) и предполоижтельно означает «белый горностай».
Также она была известна под славянским именем «Белая княгиня» (лат. Beleknegini), что отражено в хронике Титмара Мерзебургского.

## Брак и дети
Замужем за Гезой (около 945—997)
- Юдита Венгерская (около 969 — после 988), жена будущего польского короля Болеслава I Храброго
- Маргарита (? — после 988), жена будущего болгарского царя Гавриила Радомира
- король Иштван I Святой (967/969/975 — 15 августа 1038)
- Жизель (? — после 1026), жена венецианского дожа Оттона Орсеоло
- Шарлотта (? — ?), жена будущего короля Самуила Аба